# Paco Garrido
Francisco Garrido Díaz (Madrid, 11 de abril de 1955-26 de marzo de 2019) fue un entrenador de baloncesto español.

## Trayectoria
Entrenador del Estudiantes, durante cinco temporadas, en las que la plantilla estaba constituida por dos americanos históricos en el club como John Pinone y David Russell,  jugadores de la cantera como Vicente Gil, José Miguel Antúnez, Carlos Montes, Chinche Lafuente y cuatro jugadores que formaban parte del traspaso de Fernando Martín al Real Madrid Javier García Coll, Pedro Rodríguez, Guillermo Hernangomez y Ion Imanol Rementería.
Entre el 22 de diciembre de 1988 y el 23 de octubre de 1989, Garrido entrenó al Caja Bilbao.